# Diaethria discalis
Diaethria discalis är en fjärilsart som beskrevs av Pierre E.L. Viette 1958. Diaethria discalis ingår i släktet Diaethria och familjen praktfjärilar. Inga underarter finns listade i Catalogue of Life.